# اوا مارکس
اوا مارکس (انگلیسی: Eva Marks؛ زادهٔ ۱ ژانویهٔ ۱۹۳۲) پدیدآور و نویسنده اهل اتریش بازمانده هولوکاست و همسر استان مارکس است.

## زندگی‌نامه

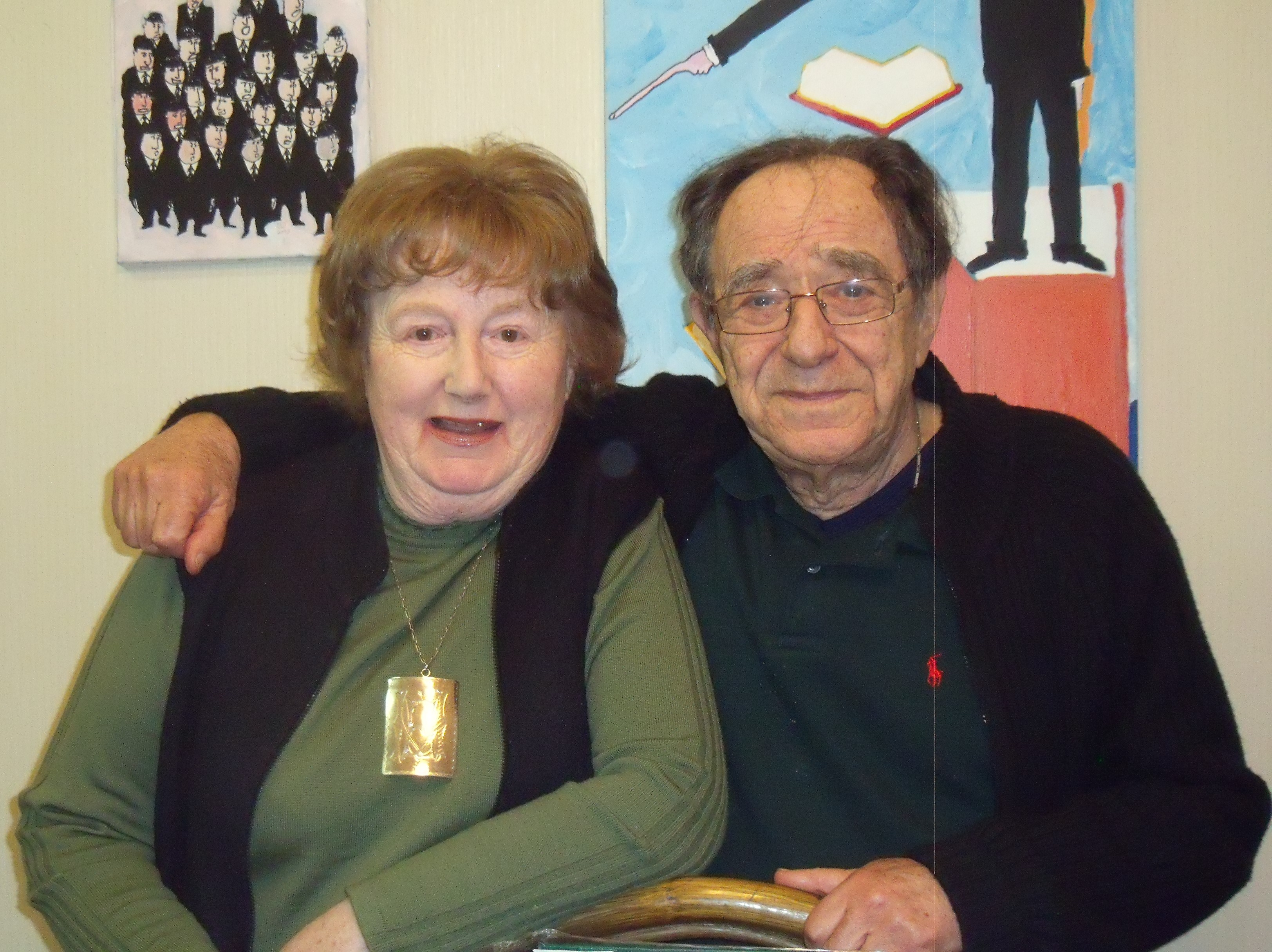
استان مارکس و اوا مارکس

اوا مارکس در وین متولد شد. با پیوستن اتریش به آلمان نازی با امید گرفتن ویزا برای آمریکا به کشور لتونی فرار کرد. پس از تهاجم آلمان به روسیه در سال ۱۹۴۱، او و خانواده اش توسط روس‌ها به یک اردوگاه کار اجباری زندانیان در مناطق دوردست سیبری منتقل شدند و پس از آن به یک کشور دیگر و در سال ۱۹۴۳ به قزاقستان منتقل شد. او پس از آزادی در سال ۱۹۴۷ زندگی جدیدی رادر ملبورن آغاز کرد. اوا داستان زندگی‌اش را در کتاب خود با نام «زندگی چهل تکه» (Patchwork Life) به رشته تحریر درآورد.
برای چندین دهه او در طول جنگ جهانی دوم در اروپا و اتحاد جماهیر شوروی سوسیالیستی سخنرانی کرد و تجربیات خود و تجارب یهودیان را منتقل کرد، به عنوان مثال صحبت با رادیو ملی استرالیا ABC در پخش عمومی یا حضور در جشنواره بین‌المللی هنر ملبورن در سال ۲۰۰۹. او برای اولین بار در سال ۱۹۵۲ در یک کانال رادیویی در کانادا به‌طور عمومی در مورد تجربیات خود از جنگ صحبت کرد. اوا برای ۱۷ سال به‌طور داوطلب برای موزه و مرکز تحقیقاتی هولوکاست یهودی در ملبورن کار کرد و برای ۱۸ ماه در موزه یهودیان استرالیا خدمت کرد و برای سه ساله نیز خزانه دار مرکز دوستان هولوکاست بود. علاوه بر این، او عضو مؤسس فدراسیون جهانی کودکان بازمانده از هولوکاست شعبه ملبورن بود.
در۲۸ اکتبر، ۲۰۱۰، به اوا مارکس جایزه یادبود هولوکاست اتریش اهدا شد.

## شایستگی‌ها
- گواهی خدمت به کودکان بازماندگان از سوی موزه و مرکز تحقیق هولوکاست یهودیان و به رسمیت شناختن مشارکت برجسته اوا مارکس.
- گواهی تشخیص از استیو برکز به رسمیت شناختن خدمات داوطلبانه او برای موزه هولوکاست یهودی و مرکز تحقیقاتی
- گواهی تشخیص از شهر گلن آریا و به رسمیت شناختن ساعت‌های زیادی از خدمات داوطلبانه به جامعه و جایزه یادبود هولوکاست اتریش، ۲۸ اکتبر ۲۰۱۰

## آثار
کتاب «زندگی چهل تکه» (Patchwork Life) ۲۰۰۲